# Eta Crucis
Désignations
Eta Crucis (η Crucis) est une étoile solitaire de la constellation australe de la Croix du Sud. Elle est visible à l'œil nu, avec une magnitude apparente de 4,14. Sur la base des mesures de parallaxe réalisées par le satellite Hipparcos, η Crucis est située à 64 années-lumière du Soleil. Le système est passé au plus près du Soleil il y a environ 1,6 million d'années lors de son passage au périhélie à une distance d'environ ∼ 26 a.l. (∼ 7,97 pc).
C'est une étoile jaune-blanc de la séquence principale de type spectral F2 V. Son rayon vaut 130 % celui du Soleil et elle émet 7 fois la luminosité du Soleil depuis son atmosphère externe avec une température effective de 6 964 K. Des observations de l'étoile réalisées avec le télescope spatial Spitzer montrent un excès d'émission en infrarouge statistiquement significatif à une longueur d'onde de 70 μm. Cela suggère la présence d'un disque circumstellaire. La température de la matière du disque est inférieure à 70 K.
Eta Crucis possède deux compagnons visuels. La composante B est une étoile de magnitude 11,80 située à une séparation angulaire de 48,30″ et un angle de position de 300°, en 2010. La composante C a une magnitude de 12,16 et est située à une séparation angulaire de 35,50″ et un angle de position de 194°, en 2000.